# Конвей (Мічиган)
Конвей (англ. Conway) — переписна місцевість (CDP) в США, в окрузі Еммет штату Мічиган. Населення — 338 осіб (2020).

## Географія
Конвей розташований за координатами 45°24′33″ пн. ш. 84°52′15″ зх. д. / 45.40917° пн. ш. 84.87083° зх. д. (45.409086, -84.870914).  За даними Бюро перепису населення США в 2010 році переписна місцевість мала площу 1,10 км², з яких 1,09 км² — суходіл та 0,01 км² — водойми.

## Демографія
Згідно з переписом 2010 року, у переписній місцевості мешкали 204 особи в 105 домогосподарствах у складі 48 родин. Густота населення становила 186 осіб/км².  Було 195 помешкань (178/км²).
Расовий склад населення:
| - 92,6 % — білих - 5,4 % — корінних американців - 2,0 % — чорних або афроамериканців |

До двох чи більше рас належало 0,0 %. Частка іспаномовних становила 2,5 % від усіх жителів.
За віковим діапазоном населення розподілялося таким чином: 13,2 % — особи молодші 18 років, 63,3 % — особи у віці 18—64 років, 23,5 % — особи у віці 65 років та старші. Медіана віку мешканця становила 45,3 року. На 100 осіб жіночої статі у переписній місцевості припадало 92,5 чоловіків;  на 100 жінок у віці від 18 років та старших — 90,3 чоловіків також старших 18 років.
За межею бідності перебувало 28,7 % осіб, у тому числі 64,0 % дітей у віці до 18 років та 0,0 % осіб у віці 65 років та старших.
Цивільне працевлаштоване населення становило 162 особи. Основні галузі зайнятості: мистецтво, розваги та відпочинок — 51,9 %, роздрібна торгівля — 13,6 %, фінанси, страхування та нерухомість — 11,7 %.